# ハイボウシヒタキモドキ
ハイボウシヒタキモドキ（灰帽子鶲擬、Myiozetetes granadensis） は、スズメ目タイランチョウ科に属する鳥類の1種。

## 分布
ホンジュラス東部より南、ペルー北西部、ボリビア北部、ブラジル西部までの、樹木のある耕作地、牧草地、および開けた森林に繁殖する。

## 生態
巣は、雌によって低木や樹木または建物の上に作られ、茎やわらの大きな屋根を付けた構造で、保護のためにハチ、ハナバチまたはアリの巣の近くによく作られる。また他のタイランチョウの巣としては例えば類似するアカボウシヒタキモドキ (Myiozetetes similis) がある。営巣場所はしばしば水の近くやその上にある。一般的な卵数は2-4個で、褐色または薄紫色の斑のある鈍い白色の卵を、2-6月に産む。
飛んで昆虫を捕えるために、開いた止まり木から瞬発的に飛び出す。時々、小さなベリーを取るために停空飛翔（ホバリング）する。
地鳴きはくっきりと鋭い kip 、夜明けのさえずりは kip, kip, kip, k’beer。

## 形態
成鳥は、全長16.5-18cm、体重26-30g。頭頂は灰色で、短い過眼線と、雄には隠れた朱色の頭央線がある。上面はオリーブ褐色で、翼と尾は褐色で羽縁が淡赤褐色。下面は黄色で、のどは白い。若鳥は頭央線がなく、栗色の羽縁が翼と尾羽にある。
外観においてハイボウシヒタキモドキは、アカボウシヒタキモドキに似ており、生息域の多くを共有する。
アカボウシヒタキモドキとの最大の識別点は、後者の強い黒白の頭頂の模様である。